# Scipione de' Ricci
Scipione de' Ricci (19. ledna 1740, Florencie – 27. ledna 1810) byl italský římskokatolický duchovní a teolog, biskup pistoiský (1780-1791). Je známý svým příklonem k jansenismu a febronianismu a tím, že svolal tzv. Pistojský synod. Několik let po jeho ukončení rezignoval na svou funkci a dožil ve Florencii jako soukromá osoba.